# Mycalesis teikichiana
Mycalesis teikichiana är en fjärilsart som beskrevs av Matsumura 1919. Mycalesis teikichiana ingår i släktet Mycalesis och familjen praktfjärilar. Inga underarter finns listade i Catalogue of Life.